# مادر شدن (فیلم)
مادر شدن (به هندی: Mamta) فیلمی محصول سال ۱۹۶۶ و به کارگردانی آسیت سن است. در این فیلم بازیگرانی همچون سوچیترا سن، آشوک کومار، درمندرا ایفای نقش کرده‌اند.